# Ebbe Salling
Ebbe Salling ist ein ehemaliger dänischer Basketballspieler.

## Werdegang
Salling spielte auf Vereinsebene für den Falcon Basketball Klub. 1973/74 trat er mit der Mannschaft im Europapokal der Pokalsieger an, man musste sich in der ersten Runde des Wettbewerbs in Hin- und Rückspiel deutlich dem bundesdeutschen Vertreter MTV Gießen geschlagen geben. Später war er Spieler der Vereine SISU, BMS und Skovbakken. Er gewann als Spieler in der dänischen Meisterschaft insgesamt 14 Medaillen, davon sechs goldene (1974, 1975, 1976, 1977, 1978, 1986).
Als er nach Ishøj zog, übernahm Salling das Traineramt beim Greve Basketball Klub und übte diese Tätigkeit zwei Jahre aus, ehe er nach Århus ging.
Salling war dänischer Nationalspieler, er bestritt 78 A-Länderspieleinsätze, in denen er im Durchschnitt 10,2 Punkte erzielte.